# Copaifera langsdorffii
Copaifera langsdorffii ist eine Pflanzenart aus der Gattung Copaifera in der Unterfamilie der Johannisbrotgewächse (Caesalpinioideae) innerhalb der Familie der Hülsenfrüchtler (Fabaceae). Dieser im brasilianischen Regenwald, in Bolivien bis Argentinien und Paraguay heimische Baum, im Englischen auch bekannt als Diesel tree, gilt als eine Pflanzenart für die Gewinnung von nachwachsenden Kraftstoffen.

## Beschreibung

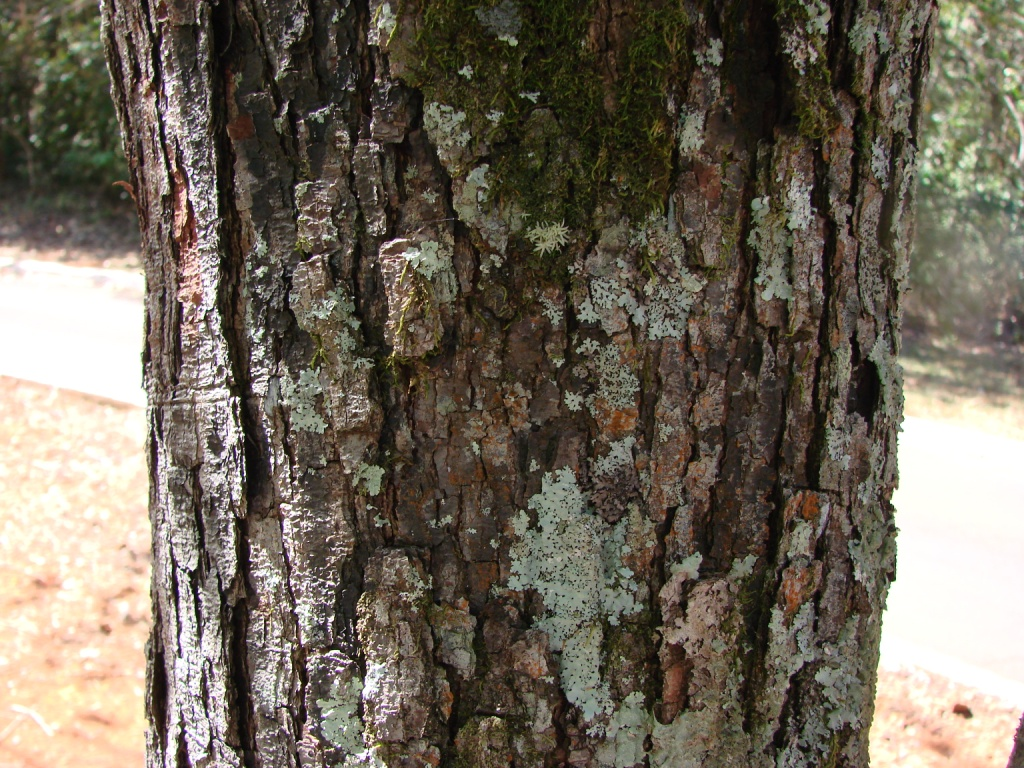
Borke

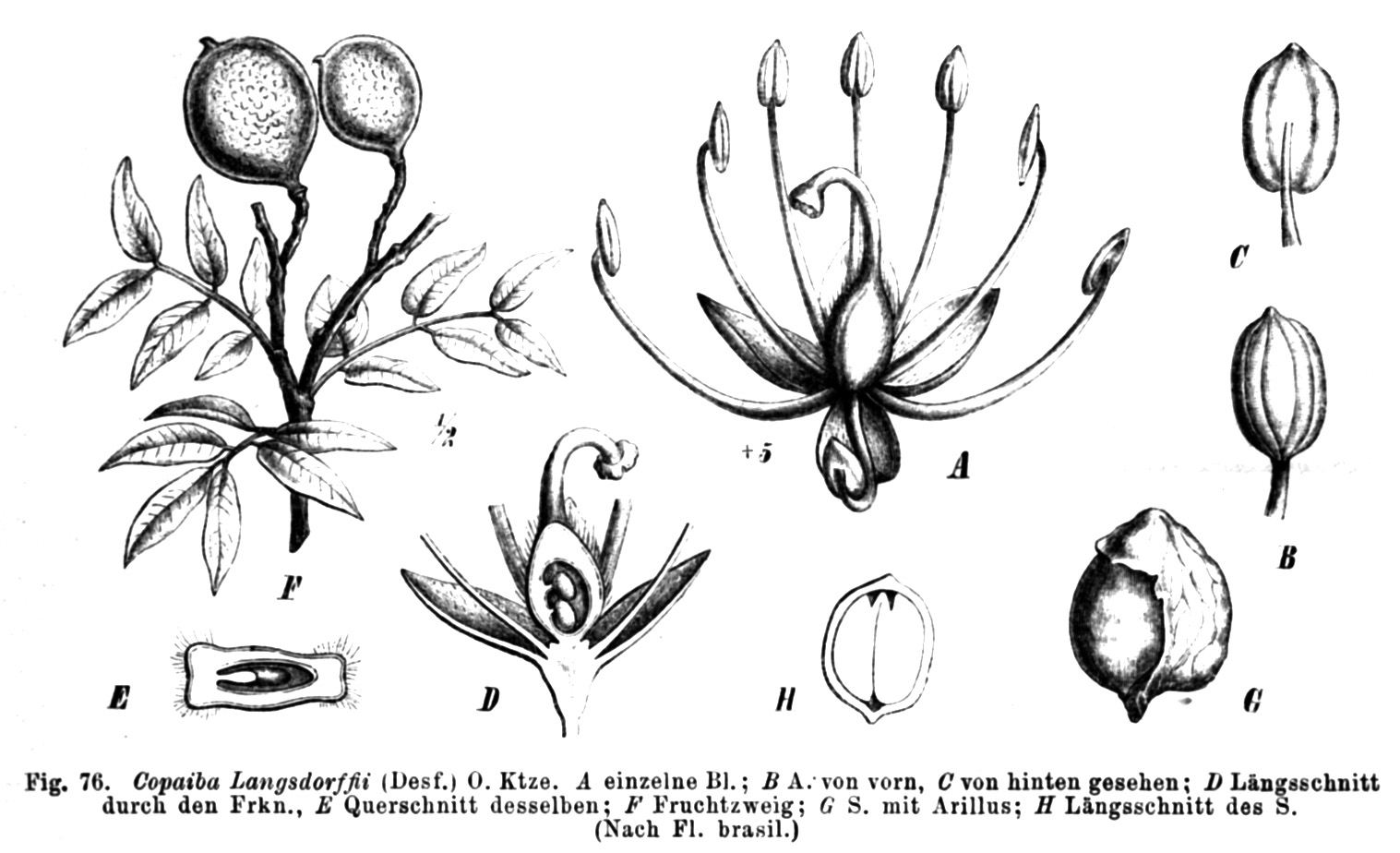
Illustration von Blüte und Frucht

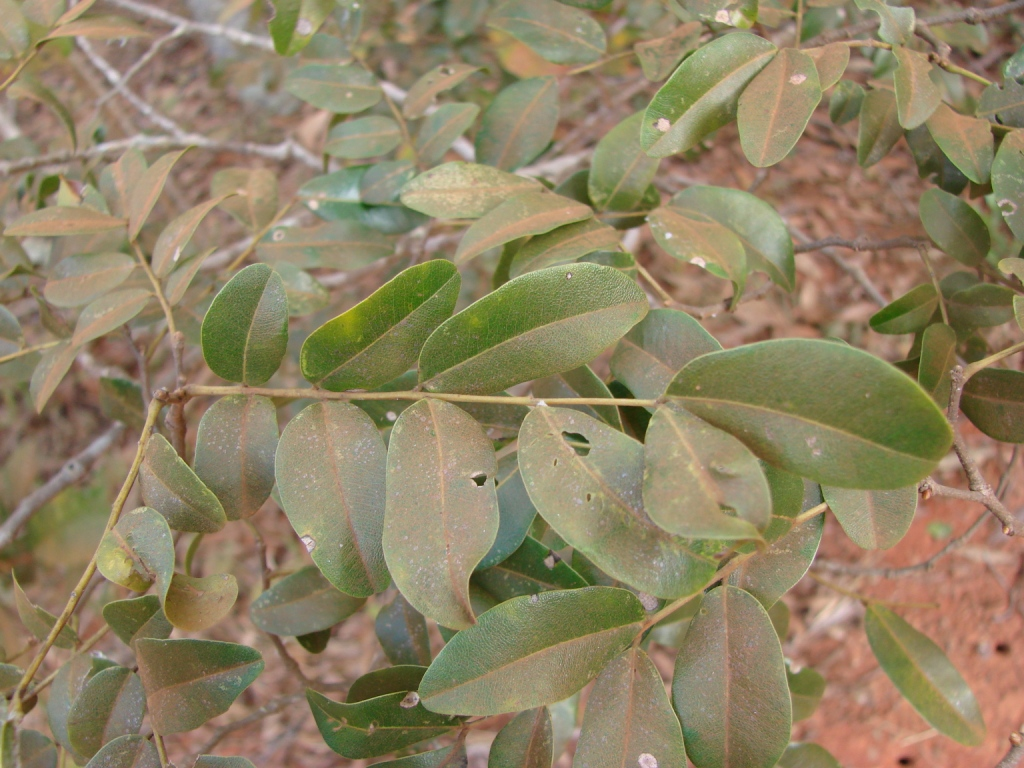
Blatt

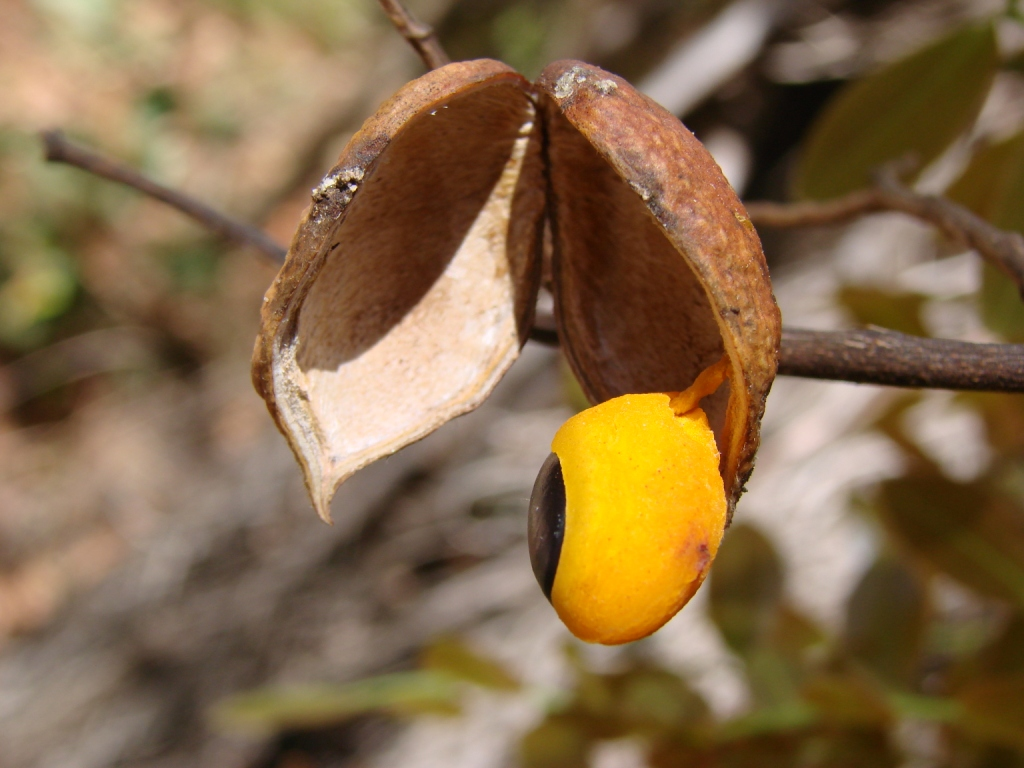
Offene Hülsenfrucht mit Samen

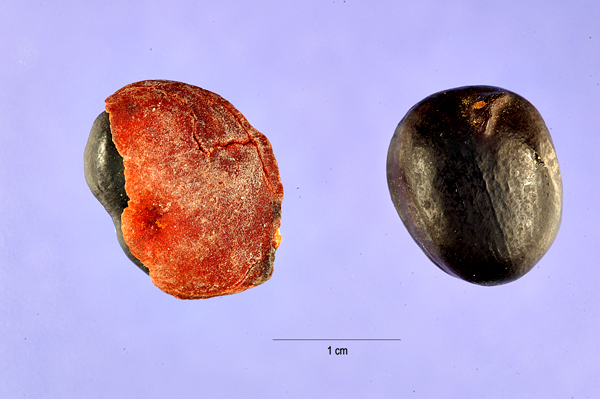
Samen, links mit und rechts ohne Arillus

### Vegetative Merkmale
Copaifera langsdorffii wächst als immergrüner Baum mit ausladender Krone, der Wuchshöhen von 15 bis zu 35 Metern und einen Stammdurchmesser von etwa 0,8–1 und seltener bis 4 Meter erreicht. Manchmal ist er aber in der Savanne nur zwergwüchsig und nur 1–2 Meter hoch. Die dunkelbraune Borke ist rau und rissig bis schuppig. Der Baum führt einen Kopaivabalsam.
Die wechselständig angeordneten Laubblätter sind 5 bis 12 Zentimeter lang und in Blattstiel sowie Blattspreite gegliedert. Die paarig gefiederte Blattspreite enthält zwei bis fünf Paare mehr oder weniger gegenständige, unterseits hellere, leicht ledrige Fiederblättchen. Die kurz gestielten, ganzrandigen, meist abgerundeten bis rundspitzigen, selten bespitzten bis zugespitzten, sowie eiförmigen bis elliptischen oder verkehrt-eiförmigen Fiederblättchen sind 2 bis 6 Zentimeter lang, 1,2 bis 2,5 Zentimeter breit und drüsig punktiert. Die Nervatur ist gefiedert mit hellerer Mittelader. Die jungen Blätter sind rötlich.

### Generative Merkmale
In endständigen traubigen oder zusammengesetzten rispigen Blütenständen stehen viele Blüten zusammen. Die kurz gestielten, zwittrigen Blüten mit einfacher Blütenhülle sind weißlich. Die vier konkaven Kelchblätter sind außen unbehaart und innen flaumig behaart, die Kronblätter fehlen. Die selten acht bis, meist zehn Staubblätter sind frei. Es ist nur ein Fruchtblatt vorhanden. Der oberständige und haarige Fruchtknoten ist kurz gestielt und von einem Diskus unterlegt. Der Griffel mit kleiner, kopfiger Narbe ist oft umgebogen.
Es werden kleine, gelbe bis dunkelrote, ölige und bespitzte, ellipsoide Hülsenfrüchte gebildet, die dann austrocknen, dabei abflachen und ledrig, braun werden, sie sind fast rundlich, elliptisch bis eiförmig und 2,3 bis 3,3 Zentimeter groß und enthalten meist nur einen Samen. Die großen, schwarzen, ellipsoiden und etwa 1,3–1,8 Zentimeter großen, glatten Samen sind teilweise von einem großen, orangen bis rötlichen Arillus bedeckt.

## Systematik
Die Erstbeschreibung erfolgte 1821 durch René Louiche Desfontaines in Mémoires du Museum d'Histoire Naturelle Band 7, Seite 377. Ein Synonym ist Copaiba langsdorffii (Desf.) Kuntze. Die Art ist benannt zu Ehren von Georg Heinrich von Langsdorff.
Es sind drei Varietäten bekannt:
- Copaifera langsdorffii var. glabra (Vogel) Benth.
- Copaifera langsdorffii var. grandifolia Benth.
- Copaifera langsdorffii var. langsdorffii.

## Verwendung als Kraftstoff
Das Holz ist wegen seiner Porosität relativ leicht. Die Poren des Holzes sind gefüllt mit Oleoresinen. Zum Abzapfen wird ein Loch in das Holz geschnitten, in dem sich das Oleoresin sammelt und dort aufgenommen werden kann. Pro Jahr fallen pro Baum nur etwa 1–2 Liter an!, frühere, weit höhere Angaben waren aus der Luft gegriffen. Die Lagerstabilität der so gewonnenen Kraftstoffe wird als schlecht beschrieben.
Die Copaifera langsdorffii wächst allerdings außerhalb der Tropen nur langsam und ist empfindlich. In Australien sind erste Plantagen angelegt worden. Das Holz wird meist verfeuert.